# جدا شدن (فیلم ۲۰۱۱)
جدا شدن (به انگلیسی: Breakaway) فیلمی محصول سال ۲۰۱۱ و به کارگردانی رابرت لیبرمن است. در این فیلم بازیگرانی همچون وینی ویرمانی، کمیلا بل، راب لو، انوپم کهیر، راسل پیترز، گورپریت گوگی، سکینه جعفری و نورین دیوالف ایفای نقش کرده‌اند.